# Partecipanti al Tour de France 1904
Qui di seguito viene riportato l'elenco dei partecipanti al Tour de France 1904. Partirono da Montgeron 88 corridori, conclusero la corsa a Parigi 15 ciclisti.

## Corridori
Nota: R ritirato; S squalificato
| 1  | Maurice Garin         | S    | 33 | Charles Laeser        | R 1ª | 70  | René Saget           | 9º   |
| 3  | Victor Deveze         | R 1ª | 34 | Louis Coolsaet        | 7º   | 72  | Noël Prevost         | R 6ª |
| 4  | Hippolyte Aucouturier | S    | 35 | Hubert Dome           | R 1ª | 73  | Auguste Gauthier     | 12º  |
| 5  | François Beaugendre   | R 5ª | 36 | Lamouline             | R 1ª | 74  | Gustave Drioul       | 10º  |
| 6  | Michel Frédérick      | R 3ª | 38 | Joseph Achten         | R 1ª | 75  | Legaux               | R 1ª |
| 7  | Pierre Chevalier      | R 2ª | 39 | Jean-Baptiste Jacquet | R 1ª | 76  | Eugène Delhaye       | S    |
| 8  | Lucien Pothier        | S    | 40 | Franz Breidenbach     | R 1ª | 77  | Emile Poupin         | R 5ª |
| 9  | Ferdinand Payan       | R 2ª | 41 | Eugène Ventresque     | R 3ª | 78  | Henri Cornet         | 1º   |
| 10 | Adrien Blanqui        | R 1ª | 43 | César Garin           | S    | 79  | Julien Leroy         | R 2ª |
| 11 | Jean Dargassies       | 4º   | 44 | Albert Niepceron      | R 5ª | 80  | Nicolas Damelincourt | 14º  |
| 13 | Henri Gauban          | R 2ª | 45 | Giovanni Rossignoli   | R 1ª | 81  | Octave Doury         | R 1ª |
| 14 | Aloïs Catteau         | 3º   | 46 | Emile Lombard         | R 3ª | 82  | Laurent Tachet       | R 5ª |
| 15 | L. Treuvelot          | R 1ª | 47 | Antoine Deflotriere   | 15º  | 83  | Charles Delmilhac    | R 1ª |
| 16 | Auguste Maisonneuve   | R 3ª | 49 | Lipman                | R 1ª | 84  | Eugène Geay          | S    |
| 17 | Pierre Desvages       | R 2ª | 50 | Louis Lecouna         | R 1ª | 85  | Julien Maitron       | 5º   |
| 18 | Giovanni Gerbi        | R 2ª | 51 | Philippe De Balade    | S    | 86  | Charles Prevost      | R 6ª |
| 19 | Philippe Jousselin    | S    | 52 | Julien Gabory         | R 6ª | 87  | Félix Boyer          | R 1ª |
| 20 | Edouard Pillon        | R 2ª | 53 | Jean Dortignacq       | 2º   | 88  | Henri Boyer          | R 1ª |
| 21 | Grimenwald            | R 6ª | 55 | Maurice Dartigue      | R 1ª | 90  | Camille Fily         | S    |
| 22 | P. Hibon              | R 1ª | 56 | Léon Habets           | R 1ª | 92  | Monin                | R 1ª |
| 23 | Jules Sales           | R 1ª | 58 | Alfred Faure          | R 4ª | 95  | Auguste Daumain      | 6º   |
| 24 | Ludo Loos             | S    | 59 | Dieudonné Jamar       | R 1ª | 96  | Cist                 | R 2ª |
| 25 | Auguste Lapree        | R 1ª | 60 | Georges Fleury        | R 1ª | 97  | Achille Colas        | 8º   |
| 26 | Emile Moulin          | R 1ª | 61 | Eugène Brange         | R 1ª | 99  | Eugène Prevost       | R 1ª |
| 27 | Marcastel             | S    | 62 | Stéphane Chaput       | S    | 100 | Ange Varalde         | R 2ª |
| 28 | Vassela               | R 2ª | 63 | P. Dufraix            | R 1ª | 102 | A. Durand            | R 2ª |
| 29 | Léon Riche            | R 2ª | 65 | Romain Lardillier     | R 3ª | 103 | Georges Nemo         | R 1ª |
| 30 | Henri Paret           | 11º  | 67 | Auguste Rist          | 13º  | 105 | G. Sylvain           | R 1ª |
| 31 | Maurice Carrere       | S    | 68 | Pierre Cnops          | R 2ª |     |                      |      |
| 32 | Anton Jaeck           | R 2ª | 69 | Emile Lamboeuf        | R 1ª |     |                      |      |

## Corridori per nazionalità
| Numero ciclisti | Nazione  |
| --------------- | -------- |
| 69              | Francia  |
| 13              | Belgio   |
| 3               | Svizzera |
| 2               | Italia   |
| 1               | Germania |